# Azane
Azane (cyr. Азане) – wieś w Czarnogórze, w gminie Petnjica. W 2011 roku liczyła 107 mieszkańców.